# La Toma, Ayahualulco
La Toma är en ort i Mexiko.   Den ligger i kommunen Ayahualulco och delstaten Veracruz, i den sydöstra delen av landet, 200 km öster om huvudstaden Mexico City. La Toma ligger 3 026 meter över havet och antalet invånare är 1 064.
Terrängen runt La Toma är kuperad åt sydväst, men åt nordost är den bergig. Runt La Toma är det ganska tätbefolkat, med 96 invånare per kvadratkilometer. Närmaste större samhälle är Perote, 13,2 km norr om La Toma. I omgivningarna runt La Toma växer huvudsakligen savannskog.